# Водопада на река Чавча
Водопада на река Чавча е природна забележителност в България. Разположена е в землището на град Костенец.
Разположена е на площ 1,6 ha. Обявена е на 13 май 1974 г. с цел опазване на водопад на река Чавча.
На територията на природната забележителност се забранява:
- сеченето, кастренето на дърветата, както и късането и изкореняването на всякакви растения;
- пашата на добитък през всяко време;
- да се преследването на дивите животни, птиците и техните малки и развалянето на гнездата и леговищата им;
- да се разкриват кариери за камъни, пясък и пръст, с което се провежда и изменя естествения облик на местността и включително водните течения;
- чупенето, драскането и повреждането по какъвто и да е начин, сталактити, сталагмити и други скални образувания в пещерите;
- воденето на интензивни и голи главни сечи.[1]

Разрешава се воденето на санитарна сеч и изваждане престарелите дървета с влошени декоративни качества.